# Archibald Roane
Archibald Roane (Derry, 1759 ou 1760 –Condado de Knox, 18 de janeiro de 1819) foi um político dos Estados Unidos, o 2º governador do Tennessee, com mandato de 1801 a 1803. Ele foi eleito para o cargo após o primeiro governador do Estado, John Sevier, tornar-se impedido por restrições constitucionais de disputar um quarto mandato consecutivo. Ele rapidamente envolveu-se na rivalidade crescente entre Sevier e Andrew Jackson e foi derrotado facilmente por Sevier após cumprir apenas um mandato. Roane serviu como um procurador-geral no território do sudoeste (hoje incorporado aos Estados Unidos) no início de 1790 e mais tarde tornou-se um juiz na Suprema Corte de Lei e equidade (1796–1801) e da Suprema Corte de erros e apelações (1815–1819) do Estado.

## Início de vida

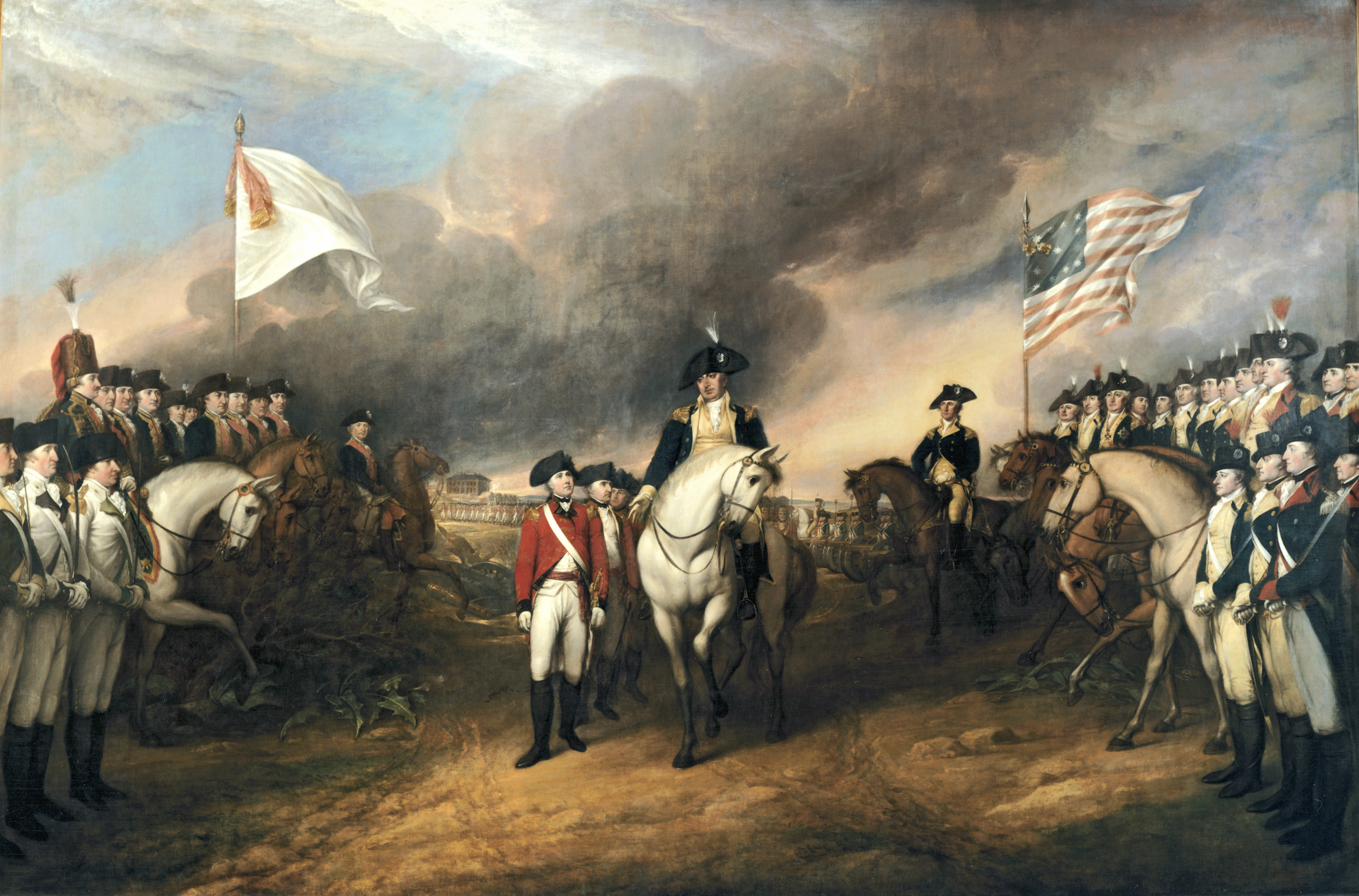
Exército Continental

Roane possivelmente nasceu em 1759 ou 1760, na cidade de Derry, Pennsylvania, que logo tornou-se uma parte do Condado de Lancaster. Seu pais foram Andrew e Margaret Walker Roane. Andrew Roane, que nasceu na Irlanda, foi um dos quatro filhos de Archibald Gilbert Roane, um escocês para quem foi atribuído uma área de terra na Irlanda em troca de seu serviço militar britânico. Todos os filhos de Archibald Gilbert Roane emigraram para os Estados Unidos. Depois de Andrew e Margaret Roane morreram quando Archibald Roane era muito jovem, com cerca de oito anos de idade, ele foi educado por um tio, John Roane, um ministro presbiteriano, que forneceu-lhe uma boa educação.
Durante a Guerra da Independência dos Estados Unidos, Archibald Roane serviu no Exército Continental como um membro da milícia de Condado de Lancaster, na 5ª Companhia do 9º Batalhão de voluntários da Pensilvânia, servindo sob o comando de George Washington. Ele esteve presente na rendição do General Cornwallis em Yorktown em 1781.
Na década de 1780 estabeleceu-se por um tempo, nas proximidades de Lexington, no Condado de Rockbridge, Virginia, onde estudou e mais tarde lecionou na Liberty Hall Academy,  uma instituição predecessora para Washington and Lee University. Na Virgínia, ele casou com Ann (ou Anne) Campbell, onde se encontravam na época. O casal teve filhos, ao que se diz foram seis ou oito.
Em 1788 Roane mudou-se para Jonesborough, Tennessee, então ainda parte da Carolina do Norte, onde foi admitido para a prática da advocacia.

## Carreira pública
Em 1790, quando foi formado o Território do Sudoeste, o governador territorial William Blount nomeou Roane para o cargo de Procurador-geral para Condado de Greene e mais tarde para Procurador-geral-territorial para o distrito de Washington. Em 1796, foi delegado do Condado de Jefferson, para a Convenção constitucional que escreveu a constituição original do Tennessee, que entrou em vigor no mesmo ano em que Tennessee tornou-se um estado membro dos Estados Unidos. Mais tarde, em 1796 tornou-se um dos três juízes da Suprema Corte de Lei e equidade, a mais alta corte estabelecida nos termos da constituição do novo estado.

## Governador do Tennessee
Em 1801, o governador John Sevier tinha chegado ao limite de três mandatos consecutivos permitidos como governador sob a constituição de Tennessee de 1796, então Roane ganhou a eleição como sucessor de Sevier.
O grande selo do Tennessee foi adotado durante a administração de Roane em 1801. Também durante este prazo, o Tennessee foi dividido em três distritos congressionais.
Quando no cargo, qualquer chance que Roane teve para ter um bom relacionamento com o ex-governador Sevier foi perdida quando votou em desempate favorecendo o adversário de Sevier, Andrew Jackson, em uma votação para um generalato de milícia. Ao término do mandato, Sevier candidatou-se e derrotou Roane, e dois anos mais tarde, Sevier foi reeleito e acabou exercendo mais três mandatos consecutivos atingindo novamente a limitação de mandatos prevista na constituição do estado.

## Últimos anos e morte
Depois de perder a eleição para governador de 1803, Roane voltou para o exercício da advocacia. Em 1811 foi eleito para Juiz na Corte Geral e em 1815 tornou-se um juiz da Corte suprema do Tennessee de erros e apelações, que tinha sido formada em 1809 como uma Corte de apelação no lugar da Suprema Corte de lei e equidade. Ele serviu na Corte até sua morte em 18 de janeiro de 1819. Ele era um promotor de instituições de ensino superior até a sua morte, servindo como administrador de Blount College, Greeneville College, Washington College, e East Tennessee College.
Ele está enterrado no cemitério Pleasant Forest em Farragut, Tennessee. No estado americano do Tennessee, o Condado de Roane foi assim nomeado em sua homenagem. O Condado de Roane na Virgínia Ocidental, foi assim nomeado pelo seu primo Spencer Roane. Seu sobrinho, John Selden Roane, foi governador do Arkansas.